# Héctor Rodríguez Peña
Héctor Ignacio Rodríguez Peña (Montevidéu, 22 de outubro de 1968) é um ex-futebolista uruguaio.

## Carreira
Por clubes, atuou por Defensor Sporting, Nacional, Colón, América de Cali e Everton de Viña del Mar.

## Seleção
Defendeu a Seleção Uruguaia entre 1991 e 1997, tendo disputado três edições da Copa América.

## Ligações Externas
- Estatísticas no National Football Teams